# Tyrone (nome)
Tyrone  è un nome proprio di persona inglese maschile.

## Varianti
- Maschili: Tyron[2]
  - Ipocoristici: Ty[1][2]

## Origine e diffusione
Riprende il toponimo della contea irlandese di Tyrone, che deriva dall'irlandese Tir Eoghain, "terra di Eoghan" (Eoghan è una forma antica del nome scozzese Owen o Ewan).
Il nome venne reso celebre dall'attore statunitense Tyrone Power, che lo ricevette in memoria del suo bisnonno irlandese, che fu attore teatrale; il nome Taryn (coniato dallo stesso Power e da sua moglie) viene talvolta considerato una forma femminile di Tyrone.

## Onomastico
Non esistono santi che portano questo nome, quindi è adespota; l'onomastico può essere festeggiato in occasione di Ognissanti, il 1º novembre. 

## Persone

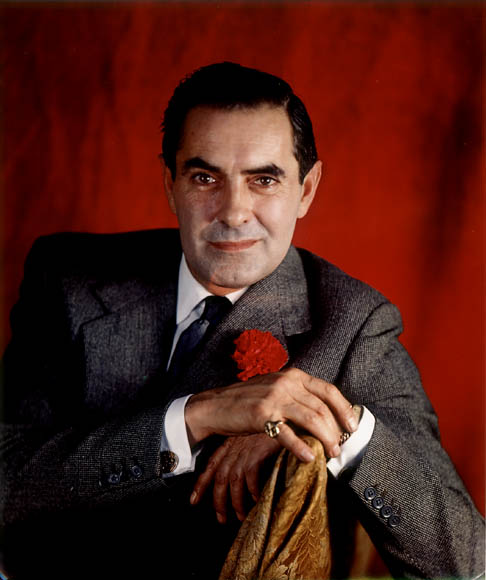
Tyrone Power

- Tyrone Corbin, cestista e allenatore di pallacanestro statunitense
- Tyrone Guthrie, regista, direttore artistico, saggista e attore inglese
- Tyrone Mings, calciatore inglese
- Tyrone Nesby, cestista, allenatore di pallacanestro e rapper statunitense
- Tyrone Power, attore statunitense
- Tyrone Power Sr, attore britannico
- Tyrone Rush, giocatore di football americano statunitense
- Tyrone Smith, lunghista bermudiano
- Tyrone Spong, kickboxer, pugile e lottatore di arti marziali miste surinamese naturalizzato olandese

### Variante Tyron
- Tyron Johnson, giocatore di football americano statunitense
- Tyron Smith, giocatore di football americano statunitense
- Tyron Stewart, lunghista statunitense
- Tyron Woodley, artista marziale misto, pugile e attore statunitense
- Tyron Kaymone Frampton, in arte come slowthai, è un rapper britannico